# Macrogomphus kerri
Macrogomphus kerri – gatunek ważki z rodziny gadziogłówkowatych (Gomphidae).